# 迷宮入りの事件簿
『迷宮入りの事件簿』（めいきゅういりのじけんぼ）は、2002年10月30日に発売された12.ヒトエの3枚目のマキシシングル。

## 解説
- テレビ朝日系『奇跡の扉　TVのチカラ』ED。

## 収録曲
1. 迷宮入りの事件簿
  - 作詞・作曲：小林孝至　編曲：expo
2. ツー・リング
  - 作詞：鈴木哲彦　作曲・編曲：expo